# Bergkörsbär
Bergkörsbär (Prunus sargentii) är ett 15-18 meter högt träd. Den blommar i maj och har rosa blommor.

## Ursprung
Bergkörsbär kommer ursprungligen från Japan, Korea och ryska Sachalin.